# Icon (musikgrupp)
Icon är ett amerikanskt glam metal-band som bildades 1981 av gitarristen Dan Wexler, sångaren Stephen Clifford och basisten Tracy Wallach ur bandet The Schoolboys där även gitarristen David Henzerling (senare i bl a King Kobra och Lizzy Borden) och trummisen John Covington ingick. Schoolboys gav ut en EP och medverkade på några samlingsplattor.
Icon släppte sitt första album vid samma namn 1984, med John Aquilino på gitarr och Pat Dixon på trummor. Albumet innehöll bandets största hit On Your Feet och fick bra kritik. Bandet turnerade året ut i USA och 1999 gavs en av spelningarna från turnén ut på cd och VHS-video under namnet 1984: Live Bootleg. 
Deras andra album Night of the Crime släpptes 1985, producerades av Eddie Kramer (Kiss, Led Zeppelin) och mixades av Ron Nevison (Europe, Heart, Ozzy Osbourne). Stephen Clifford hoppade av då albumet var färdiginspelat och senare samma år tog bandet in Jerry Harrison på sång. Bandets två första album har remastrats och återutgivits ett flertal gånger, bland annat på bolagen Axe Killer och Rock Candy.
1987 släpptes en kassett som bara såldes lokalt vid namn A More Perfect Union, som återutgavs på cd 1995 med bonusmaterial. Gruppens sista album Right Between the Eyes innehöll två låtar som Alice Cooper sjunger på. Wexler fortsatte samarbetet genom att skriva låtar och spela gitarr på Coopers album The Last Temptation och A Fistful of Alice. 
Gruppen upplöstes 1990 men återförenades 2008 i samband med att 1984: Live Bootleg gavs ut på DVD, och spelade som förband till Queensryche och på festivalen Rocklahoma. Originalsångaren Stephen Clifford återkom 2010.
Gitarristen John Aquilino har även en karriär på skivbolagen Capitol, EMI och Atlantic bakom sig och äger inspelningsstudion Platinum Underground Studios. 

## Medlemmar
Nuvarande medlemmar
- Dan Wexler – gitarr, bakgrundssång (1981–1990, 2008– )
- Stephen Clifford – sång (1981–1985, 2010– )
- Dave Henzerling – gitarr, bakgrundssång (1981), basgitarr, bakgrundssång (2008– )
- John Aquilino – gitarr, bakgrundssång (1981–1989, 2008– )
- Gary Bruzzese – trummor (2010– )

Tidigare medlemmar
- Tracy Wallach – basgitarr, bakgrundssång (1981–1990)
- John Covington – trummor (1981)
- Pat Dixon – trummor (1981–1990, 2008–2010)
- Steven Young – sång (1985)
- Jerry Harrison – sång (1985–1990)
- Kevin Stoller – keyboard (1987–1988)
- Drew Bollmann – gitarr, bakgrundssång (1989–1990)
- David Lauser – trummor (1990)
- Scott Hammons – sång (2008–2009)
- Sheldon Tarsha – sång (2009–2010)

## Diskografi
Studioalbum
- 1984 – Icon
- 1985 – Night of the Crime
- 1987 – More Perfect Union
- 1989 – Right Between the Eyes
- 1995 – An Even More Perfect Union

Singlar
- 1984 – "(Rock On) Through the Night"
- 1984 – "On Your Feet" / "Killer Machine" / "Rock and Roll Maniac"
- 1985 – "Shot at My Heart" / "Out for Blood"
- 1989 – "Taking My Breath Away"
- 1989 - "Forever Young"

Samlingsalbum
- 2009 – Axe Killer Warrior's Set: Icon + Night of the Crime

Officiella livealbum
- 1999 – 1984: Live Bootleg